# 魚潭
魚潭（：／ Eo Dam；1881年5月7日—1943年7月5日），大韓帝國軍人及大日本帝國陸軍軍人。於1940年改日本名西川潭一（日语：／ Nishikawa Tannichi。

## 生平
他生於京畿道廣州，1895年時作為國家資助留學生渡日。明治32年4月渡日於慶應義塾受教育，1899年11月21日於陸軍士官學校畢業（第11期）、1900年任大韓帝國軍少尉。
在日俄戰爭日本軍屯駐朝鮮時，他在朝鮮高宗身邊護衛監視，被任命為侍從武官。1910年日韓合併條約締結後他作為朝鮮駐軍司令部附屬成員。
1920年4月26日、勅令第118號批示前大韓帝國軍人上校轉編為朝鮮軍人的上校。
1922年9月18日晉級為少將、1930年12月22日晉級為中將。1931年任朝鮮總督府中樞院參議，1938年支那事變第二年，朝鮮總督府實施志願兵制度，他在總督府機關赧毎日新報頭版發表談話呼籲學生志願當兵。他也是朝鮮臨戰報國團發起人之一，與金錫源和崔麟等人在後方積極支援日本軍。

## 死後之評價
在2005年，南韓民族問題研究所編制的親日派目録中，他在軍将校部門具名。在2007年親日反民族行為真相糾明委員會發表的親日反民族行為195人目錄中他被登錄其中。